# Aire urbaine de Coutances
L'aire urbaine de Coutances est une aire urbaine française constituée autour de la ville de Coutances (Manche).
En 1999, ses 17 101 habitants faisaient d'elle la 288e des 354 aires urbaines françaises.

## Caractéristiques
D'après la délimitation établie par l'INSEE, l'aire urbaine de Coutances est composée de 19 communes, toutes situées dans la Manche.
2 des communes de l'aire urbaine font partie de son pôle urbain, l'unité urbaine (couramment : agglomération) de Coutances.
Les 17 autres communes, dites monopolarisées, sont toutes des communes rurales.
L’aire urbaine de Coutances appartient à l’espace urbain de Paris.
Le tableau suivant indique l’importance de l’aire dans le département (les pourcentages s'entendent en proportion du département) :
| Département | Communes | Communes (%) | Superficie (km²) | Superficie (%) | Population (1999) | Population (%) |
| ----------- | -------- | ------------ | ---------------- | -------------- | ----------------- | -------------- |
| Manche      | 19       | 3,2          | 145,77           | 2,5            | 17 101            | 3,6            |

En 2006, la population s’élevait à 17 706 habitants.

## Les 19 communes de l’aire
Voici la liste et les caractéristiques des communes françaises de l'aire urbaine de Coutances.
| Code INSEE | Commune                   | Type de commune              | Dép.   | Superficie (km²) | Population (1999) | Densité (hab./km²) |
| ---------- | ------------------------- | ---------------------------- | ------ | ---------------- | ----------------- | ------------------ |
| 50044      | Belval                    | Commune rurale monopolarisée | Manche | +0005,72         | +00 000274,       | +00047,9           |
| 50072      | Brainville                | Commune rurale monopolarisée | Manche | +0003,19         | +00 000120,       | +00037,62          |
| 50084      | Bricqueville-la-Blouette  | Commune rurale monopolarisée | Manche | +0006,25         | +00 000540,       | +00086,4           |
| 50092      | Cambernon                 | Commune rurale monopolarisée | Manche | +0017,01         | +00 000696,       | +00040,92          |
| 50094      | Camprond                  | Commune rurale monopolarisée | Manche | +0006,27         | +00 000318,       | +00050,72          |
| 50140      | Contrières                | Commune rurale monopolarisée | Manche | +0009,12         | +00 000332,       | +00036,4           |
| 50145      | Courcy                    | Commune rurale monopolarisée | Manche | +0011,45         | +00 000469,       | +00040,96          |
| 50147      | Coutances                 | Commune du pôle urbain       | Manche | +0012,51         | +0 0009 522,      | +00761,15          |
| 50219      | Gratot                    | Commune rurale monopolarisée | Manche | +0010,73         | +00 000612,       | +00057,04          |
| 50243      | Heugueville-sur-Sienne    | Commune rurale monopolarisée | Manche | +0005,88         | +00 000484,       | +00082,31          |
| 50255      | Hyenville                 | Commune rurale monopolarisée | Manche | +0003,39         | +00 000269,       | +00079,35          |
| 50339      | Montchaton                | Commune rurale monopolarisée | Manche | +0006,5          | +00 000334,       | +00051,38          |
| 50345      | Monthuchon                | Commune rurale monopolarisée | Manche | +0007,66         | +00 000586,       | +00076,5           |
| 50376      | Nicorps                   | Commune rurale monopolarisée | Manche | +0005,63         | +00 000377,       | +00066,96          |
| 50388      | Orval                     | Commune rurale monopolarisée | Manche | +0012,54         | +00 000809,       | +00064,51          |
| 50537      | Saint-Pierre-de-Coutances | Commune du pôle urbain       | Manche | +0004,04         | +00 000318,       | +00078,71          |
| 50568      | Saussey                   | Commune rurale monopolarisée | Manche | +0008,89         | +00 000507,       | +00057,03          |
| 50573      | Servigny                  | Commune rurale monopolarisée | Manche | +0003,95         | +00 000160,       | +00040,51          |
| 50624      | La Vendelée               | Commune rurale monopolarisée | Manche | +0005,04         | +00 000374,       | +00074,21          |
|            | Total                     |                              |        | +0145,77         | +00017 101,       | +00117,31          |